# مقاطعة آدمز (نبراسكا)
مقاطعة آدمز (بالإنجليزية: Adams County)‏ هي إحدى مقاطعات ولاية نبراسكا في الولايات المتحدة الأمريكية.